# Casta Diva (cavatine)
Pour les articles homonymes, voir Casta Diva, Casta et Diva.
Casta Diva (Chaste Déesse, en italien) est une aria-cavatine de 1831, premier air de l'acte 1 scène 1 de l'opéra romantique italien Norma, de Vincenzo Bellini (1801-1835), sur un livret de Felice Romani, d'après la tragédie Norma ou l'Infanticide d'Alexandre Soumet. L'air suit le Sediziose voci et précède la cabalette Fine al rito ... Ah ! Bello a me ritorna, mais Casta Diva est souvent interprété tout seul en récital par une soprano dramatique.

## Histoire

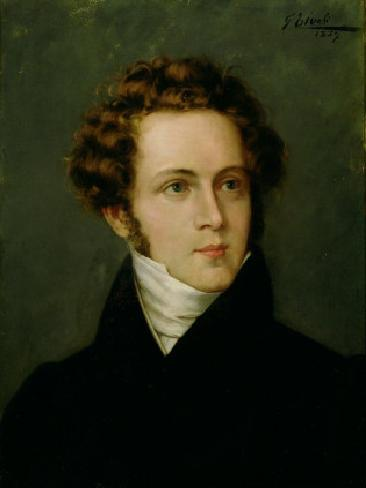
Vincenzo Bellini (1801-1835) (musée international et bibliothèque de la Musique de Bologne)

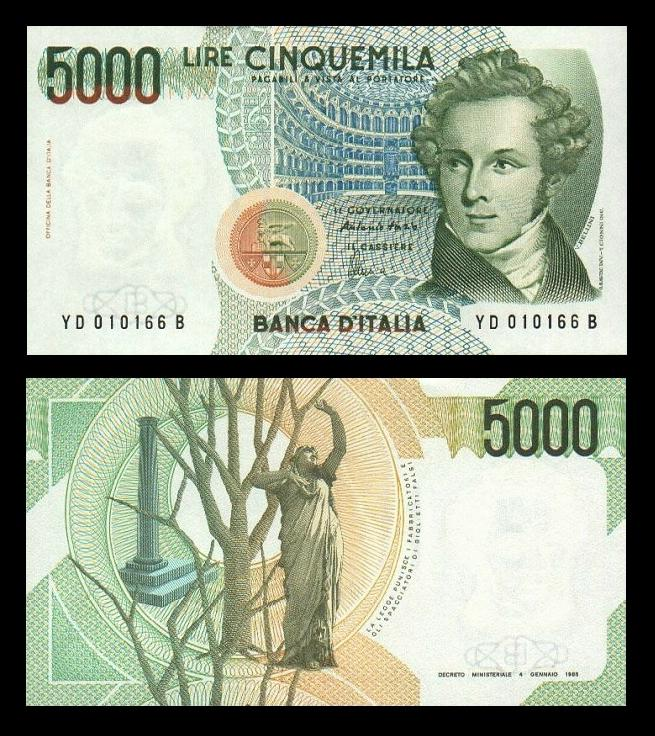
Ancien billet de 5000 lires italiennes de Vincenzo Bellini (émis de 1985 à 1996), et son air Casta Diva représenté au verso, avec la druide prêtresse Norma, dans un décor de chêne sacré, temple, et lune

D'après le film d’inspiration biographique Casta Diva de Carmine Gallone de 1935, le jeune compositeur prodige Vincenzo Bellini tombe éperdument amoureux en 1819, durant ses études au conservatoire de musique de San Sebastiano de Naples, de Maddalena Foumaroli (son élève au piano, fille du juge de la ville, fiancée avec le secrétaire du roi de Naples Luigi Tosi). Il compose alors cette œuvre magistrale pour elle (inspirée du mythe grecque de Médée) qu'il lui offre. Maddalena demande alors à son fiancé de commander officiellement cette œuvre à Vincenzo pour l’anniversaire du roi. Le concert est un triomphe, et Bellini demande Maddalena en mariage, mais ses parents s'opposent à ce mariage avec un « joueur de clavecin ». Elle meurt alors précocement de maladie après avoir tenté de reporter le plus longtemps possible son mariage avec son fiancé.
Alors que le chef druide gaulois Oroveso réunit druides et guerriers gaulois dans un sanctuaire forestier sacré, pour préparer une guerre contre leurs envahisseurs de l'Empire romain, sa fille et grande prêtresse druide Norma (secrètement amoureuse du proconsul romain commandant de l'armée romaine Pollione, père secret de ses deux fils) use de son rôle de prêtresse interprète devin des signes des dieux de la mythologie gauloise, pour tenter d’empêcher cette guerre, par cette prière pacifiste et invocation mystique à la paix à la déesse de la lune argentée, à qui elle coupe une branche de gui sacré à titre d'offrande « Oh, pure déesse argentant, Ces arbres sacrés!, Donnez-nous un beau visage, sans nuages et sans voile!, Tempérez les cœurs ardents, et le zèle audacieux, Répandez sur la terre cette paix que vous faites régner au ciel ! ». Pollione tombe alors amoureux de la jeune prêtresse gauloise Adalgisa, et rejette Norma et leurs enfants. Après de vaines tentatives de reconquête de son amant infidèle, et avoir envisagé un temps l'infanticide de leurs deux enfants, Norma accuse son amoureux de viol de sanctuaire sacré, appelle les Gaulois à la guerre, et s'auto-dénonce de sa relation amoureuse interdite et de sa trahison avec l'ennemi, les condamnant tous les deux à mourir sacrifiés aux dieux, réunis et brûlés vifs sur un bûcher.

### Reprises
Bellini compose cet opéra spécialement pour Giuditta Pasta (une des plus célèbres diva de son temps, dont il est amoureux). Elle l’interprète triomphalement en première mondiale le 26 décembre 1831 à La Scala de Milan. Casta Diva est considéré comme un des airs les plus célèbres de l’opéra et du bel canto romantique italien, et un des rôles les plus difficiles et exigeant de l’ensemble du répertoire lyrique. Le rôle nécessite une soprano dramatique agile aux graves et aux aigus précis. Divisé en deux parties : aria et cabalette (Ah ! Bello a me ritorna), qui exige longueur du souffle, précision des vocalises jusqu'au contre-ut, par trois fois de ses interprètes sopranos. Cet opéra a été interprété depuis par les plus importantes divas de l’histoire de la musique classique occidentale, en particulier par Maria Callas (qui s’identifiait à Norma, et dont Casta Diva était l'aria emblématique « Bellini a composé Norma pour moi »), mais également par Montserrat Caballé, Giulia Grisi, Lilli Lehmann, Claudia Muzio, Rosa Ponselle, Gina Cigna, Zinka Milanov, Anita Cerquetti, Joan Sutherland, Renata Scotto, Toti Dal Monte, Beverly Sills, Galina Vichnevskaïa ou encore Cecilia Bartoli.

## Paroles
Casta Diva che inargenti
Queste sacre antiche piante,
A noi volgi il bel sembiante
Senza nube e senza vel.
Tempra o Diva,
Tempra tu de' cori ardenti,
Tempra ancor lo zelo audace,
Spargi in terra quella pace
Che regnar tu fai nel ciel.

## Adaptation
La chanson Mille colombes de 1977 (un des plus célèbres succès de la chanteuse Mireille Mathieu avec les Petits Chanteurs à la croix de bois) est un arrangement de Casta Diva « Que la paix soit sur le monde, Pour les cent mille ans qui viennent... ».

## Au cinéma
L'aria Casta Diva est reprise dans de nombreuses musiques de films au cinéma, dont :
 Sauf indication contraire, les informations mentionnées dans cette section peuvent être confirmées par le générique de fin de l'œuvre audiovisuelle présentée ici, ainsi que par la base de données cinématographiques IMDb,  présente dans la section « Liens externes ».
- 1935 : Casta Diva, de Carmine Gallone (film d'inspiration biographique de Vincenzo Bellini)
- 1971 : Raphaël ou le Débauché, de Michel Deville
- 1978 : D'amour et de sang, de Lina Wertmüller
- 1980 : Quelques jours de la vie d'Oblomov, de Nikita Mikhalkov (adapté du roman éponyme d'Ivan Gontcharov)
- 1987 : Opéra, de Dario Argento
- 1990 : Un compagnon de longue date, de Norman René
- 1993 : Philadelphia, de Jonathan Demme
- 1994 : Aux bons soins du docteur Kellogg, d'Alan Parker
- 1994 : La cité de la peur, d'Alain Berberian (durant une courte biographie en flashback du personnage incarné par Gérard Darmon)
- 1995 : Sur la route de Madison, de Clint Eastwood
- 1995 : Mécaniques célestes, de Fina Torres (interprété par Maria Callas avec l'Orchestre symphonique de Rome de Tullio Serafin aux arènes de Vérone)
- 1999 : Le songe d'une nuit d'été, de Michael Hoffman (d’après la pièce Le songe d'une nuit d'été de William Shakespeare)
- 1999 : Belle Maman, de Gabriel Aghion (Vincent Lindon et Catherine Deneuve roulent en jeep à la 59e minute au son de Casta Diva. 24 minutes plus tard, ils assistent à un récital du même air)
- 1999 : Callas Forever, de Franco Zeffirelli (avec Fanny Ardant dans le rôle de Maria Callas)
- 2003 : Moi César, 10 ans ½, 1m39, de Richard Berry (générique d'ouverture et premières scènes du film)
- 2004 : 2046, de Wong Kar-wai[4].
- 2004 : Cashback, de Sean Ellis (au début du film)
- 2011 : La Dame de fer, de Phyllida Lloyd (au moment où Margaret Thatcher quitte son poste de Premier ministre du Royaume-Uni)
- 2011 : Logo animé de la Gaumont (la version 2011 est sonorisée par les premières mesures de Casta Diva[5])
- 2014 : Gemma Bovery, d'Anne Fontaine
- 2015 : Marguerite, de Xavier Giannoli (un des airs que Marguerite, personnage incarné par Catherine Frot et inspiré de Florence Foster Jenkins, massacre involontairement)
- 2015 : Avenger II : L'Ère d'Ultron, de Joss Whedon (écouté par Bruce Banner, et interprété par Mark Ruffalo).

## A la télévision
- 1957 : Maria Callas l'interprète lors d'un récital donné le 31 janvier 1957 diffusé en Eurovision, enregistré par la RAI[6].
- 1958 : Maria Callas l’interprète en décembre lors d'un concert retransmis en Eurovision depuis l'Opéra Garnier, accompagnée par l'Orchestre de Paris et dirigé par Georges Sébastian[7],[8].
- 1992 : Les Cœurs brûlés, de Jean Sagols (interprétation par Magali Noël et Patrice-Flora Praxo dans les épisodes 2, 7, et 8)
- 2014 : Saison 1 de Rising Star de M6 (interprétation par la candidate Anouchka Strauss durant l'audition n°4)
- 2016 : Mr. Robot, de Sam Esmail (l'épisode 3 de la série se termine sur fond de Casta Diva).